# ロシアのアルメニア人
ロシアのアルメニア人またはアルメニア系ロシア人は、ロシア最大の少数民族の一つであり、アルメニア国外で最大のアルメニア人ディアスポラである。2010年のロシアの国勢調査では1,182,388人のアルメニア人がロシアに存在する。ロシアでアルメニアに出自のある者は、実際には2,000,000人以上いることが様々な統計から推測される。アルメニア人はモスクワ、サンクトペテルブルク、北カフカスのクラスノダール地方、極東のウラジオストクを含む幅広い地域に居住している。

## 歴史

### 中世以前
様々な職人・商人・貿易商が交易ルート確立と商業活動のために、アルメニアから見て北にあるクリミアから北カフカスに乗り出した中世後期から、ロシアにはアルメニア人がいた。

### ロシア帝国時代

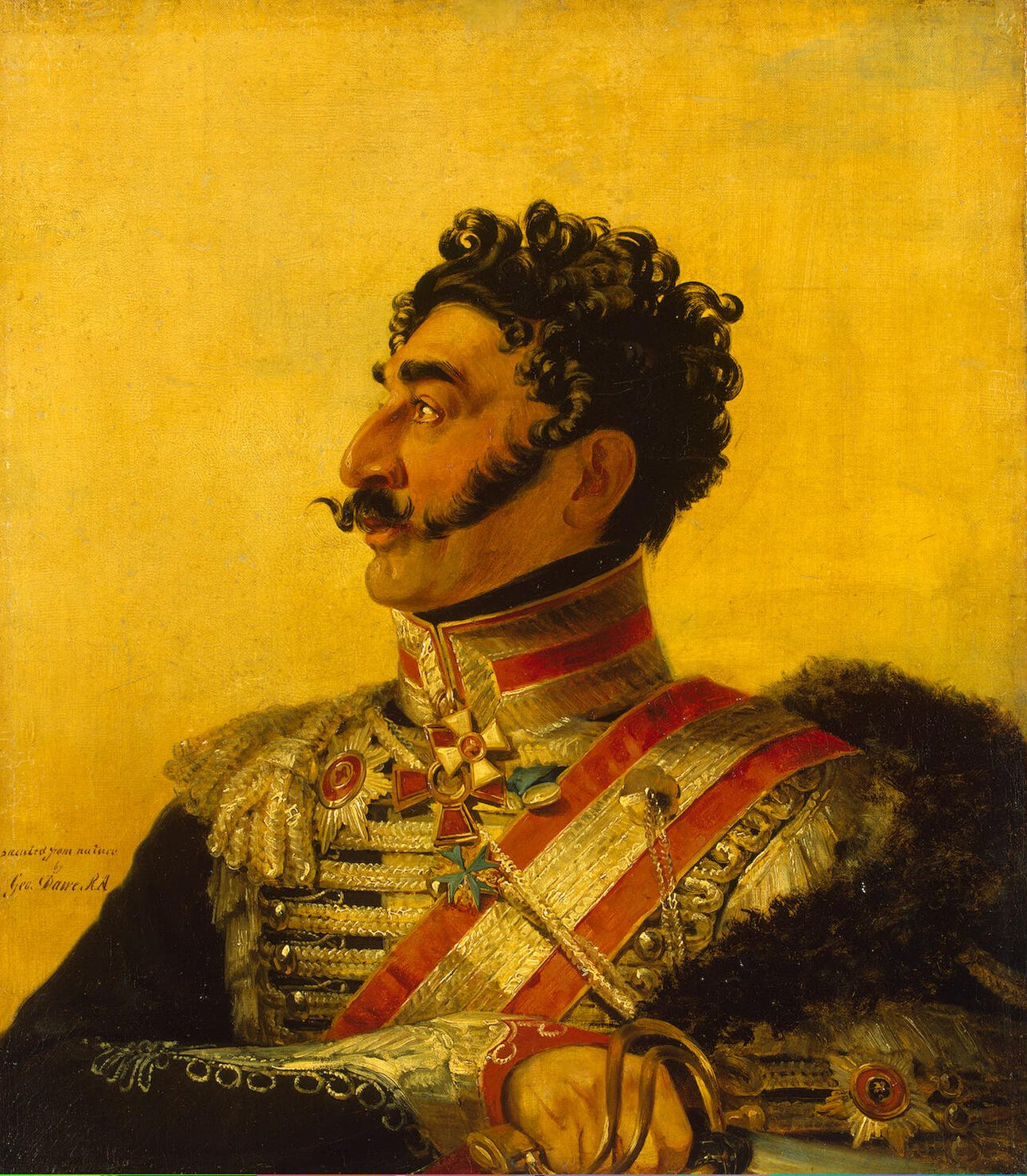
ロシア系アルメニア人の将軍ヴァレリアン・マダトフ

1820年代以前にかなりのアルメニア人がすでにロシアに居住していた。中世末期にキリキア・アルメニア王国が滅亡すると、貴族は衰退し、小作農の多くと職人や商人を含む中間層の社会は崩壊した。このようなアルメニア人は南コーカサスのほとんどの街で見ることができた。実際、19世紀初頭には都市（例えばトビリシ）で彼らは多数派であった。アルメニア人商人は世界を股にかけて交易を行い、多くはロシア国内に拠点を置いた。1778年にエカチェリーナ2世はアルメニア人商人をクリミアからロシアに招致し、ロストフ・ナ・ ドヌ付近の街ナヒチェヴァニ＝ナ＝ドヌに定着させた。ロシアの支配階級は、アルメニア人の起業家としての技術を、経済を発展させる手段として歓迎した。しかし彼らは同時にアルメニア人商人に対して疑念を抱いた。「狡猾な商人」というアルメニア人のイメージは既に広く浸透していた。ロシアの貴族は農奴を働かせることで収入を得ていたが、同時に貴族がビジネスに関わることへの嫌悪感があった。そのため、アルメニア人商人の生計の立て方への理解や共感は薄かった。
それにもかかわらず、アルメニア人中間層はロシアの支配の下で成功し、19世紀半ばに南カフカスに資本主義と産業化の波が押し寄せると、裕福なブルジョワになる機会を初めて掴んだ。アルメニア人は、南カフカスにいたジョージア人やアゼルバイジャン人と比べ、新たな経済の情勢に適応するのにとても長けていた。彼らはトビリシの自治において最も強い勢力となり、トビリシがジョージア人によって首都とされた19世紀後期には、農奴解放で力の衰えていたジョージア人貴族から土地を買い上げ始めた。アルメニア人起業家は1870年代に南カフカスで起きたオイルブームを利用して、アゼルバイジャンのバクーの油田と黒海沿岸のバトゥミの精製所に大規模な投資を行った。南カフカスにおけるアルメニア人、ジョージア人、アゼルバイジャン人の間の緊張は単に民族的かつ宗教的なものだけでなく、こうした社会的かつ経済的なことも原因である。とはいえ、成功したビジネスマンという典型的アルメニア人のイメージに反して、19世紀末のロシア系アルメニア人の8割がいまだ小作農であった。

### ソ連時代

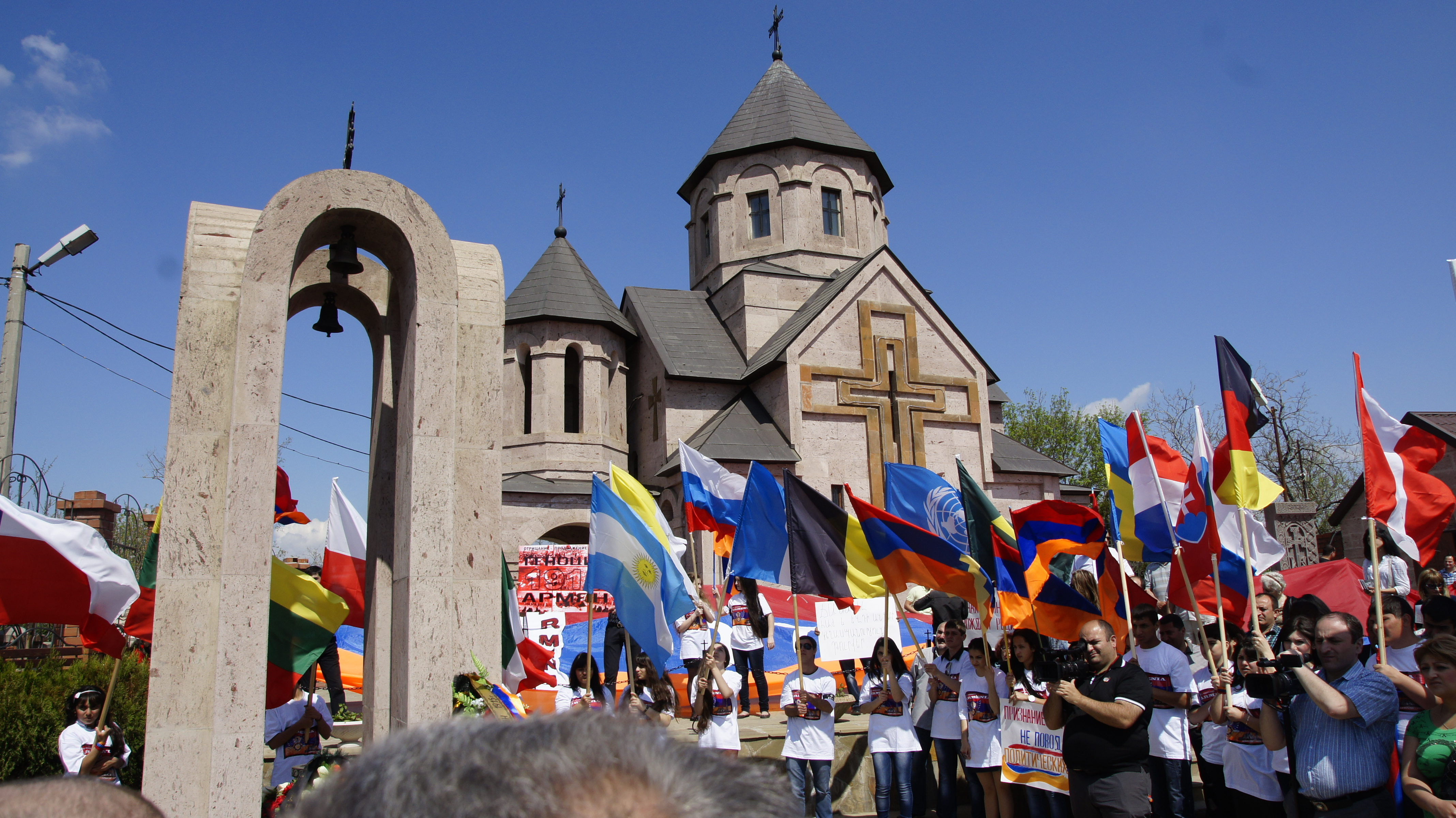
2012年のヴォルゴグラードでのアルメニア人虐殺の追悼祭

ロシア系アルメニア人連合によると、現在ロシアには250万人のアルメニア人が居住している。約85万人がアルメニアからの移民で、35万人がアゼルバイジャンから、25万人がジョージアからの移民であり、10万人はアブハジア、18万人は中央アジア（タジキスタンとトルクメニスタン）からである。
ロシア政府はアルメニア人のロシアへの移民と定着を奨励しており、金銭的援助によって移民を支援している。
ロシアのアルメニア人は教育水準の割合が高い。2002年の国勢調査によると、21.4%が高等教育を受けており、31.8%が職業教育を、46.1%が中等教育を受けている。

## 人口分布

2010年のロシアでのアルメニア人人口の分布

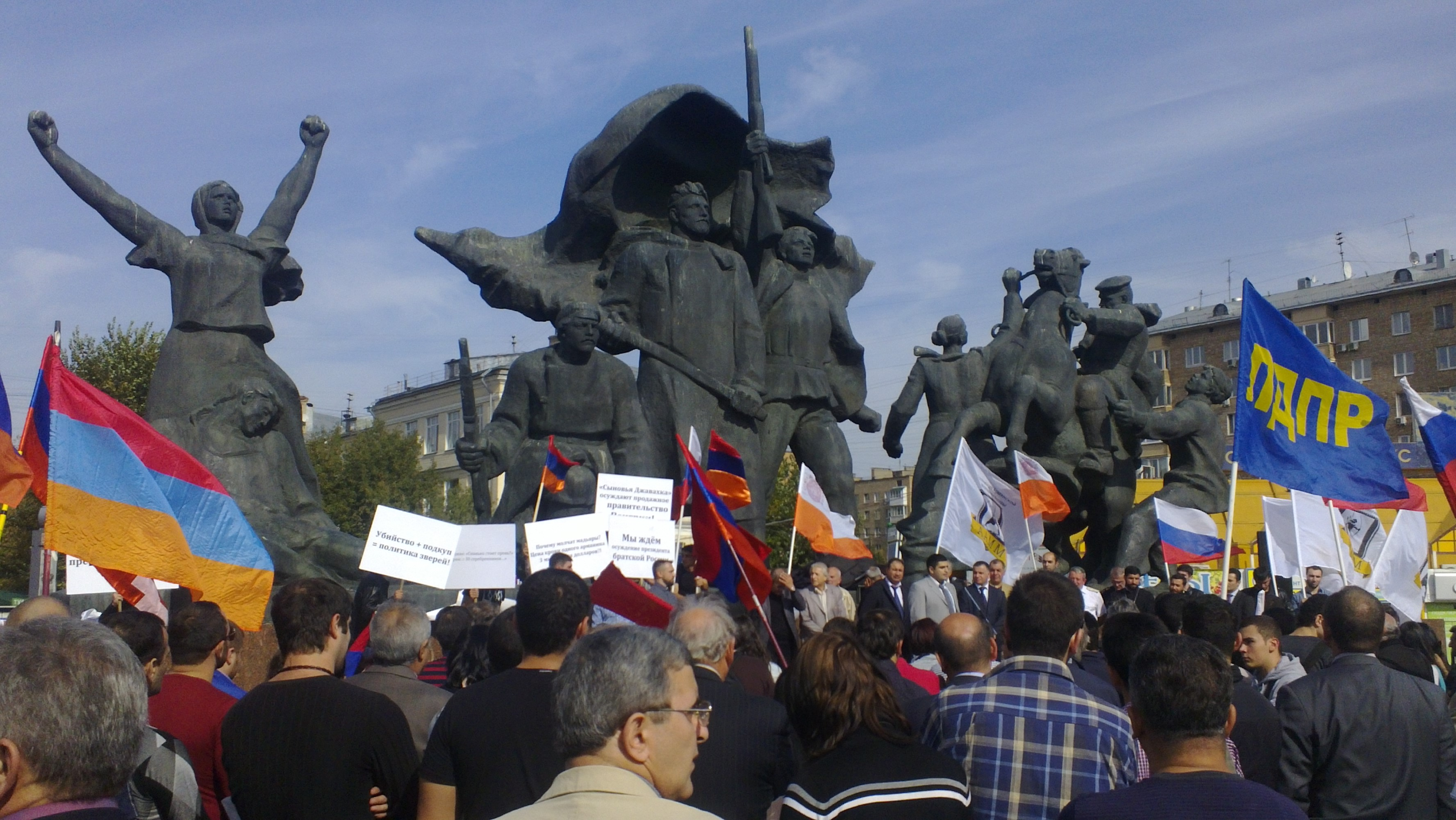
2012年のラミル・サファロフの恩赦に対するモスクワでの抗議

| 順位 | 連邦構成主体           | 1897   | 1959   | 1970   | 1979    | 1989    | 2002    | 2010    |
| ---- | ---------------------- | ------ | ------ | ------ | ------- | ------- | ------- | ------- |
| 1    | クラスノダール地方     | 13,926 | 78,176 | 98,589 | 120,797 | 182,217 | 274,566 | 281,680 |
| 2    | スタヴロポリ地方       | 5,385  | 25,618 | 31,096 | 40,504  | 72,530  | 149,249 | 161,324 |
| 3    | モスクワ市             | 1,604  | 18,379 | 25,584 | 31,414  | 43,989  | 124,425 | 106,466 |
| 4    | ロストフ州             | 27,234 | 49,305 | 53,620 | 56,902  | 62,603  | 109,994 | 110,727 |
| 5    | モスクワ州             | N/A    | 5,353  | 5,683  | 7,549   | 9,245   | 39,660  | 63,306  |
| 6    | ヴォルゴグラード州     | N/A    | N/A    | 2,898  | 4,229   | 6,784   | 26,974  | 27,846  |
| 7    | サラトフ州             | 168    | 1,046  | 1,815  | 3,531   | 6,404   | 24,976  | 23,841  |
| 8    | サマラ州               | N/A    | 1,027  | 1,629  | 2,216   | 4,162   | 21,566  | 22,981  |
| 9    | サンクトペテルブルク市 | 753    | 4,897  | 6,628  | 7,995   | 12,070  | 19,164  | 19,971  |
| 10   | 北オセチア共和国       | 2,093  | 12,012 | 13,355 | 12,912  | 13,619  | 17,147  | 16,235  |
| 11   | アディゲ共和国         | N/A    | 3,013  | 5,217  | 6,359   | 10,460  | 15,268  | 15,561  |

### モスクワ

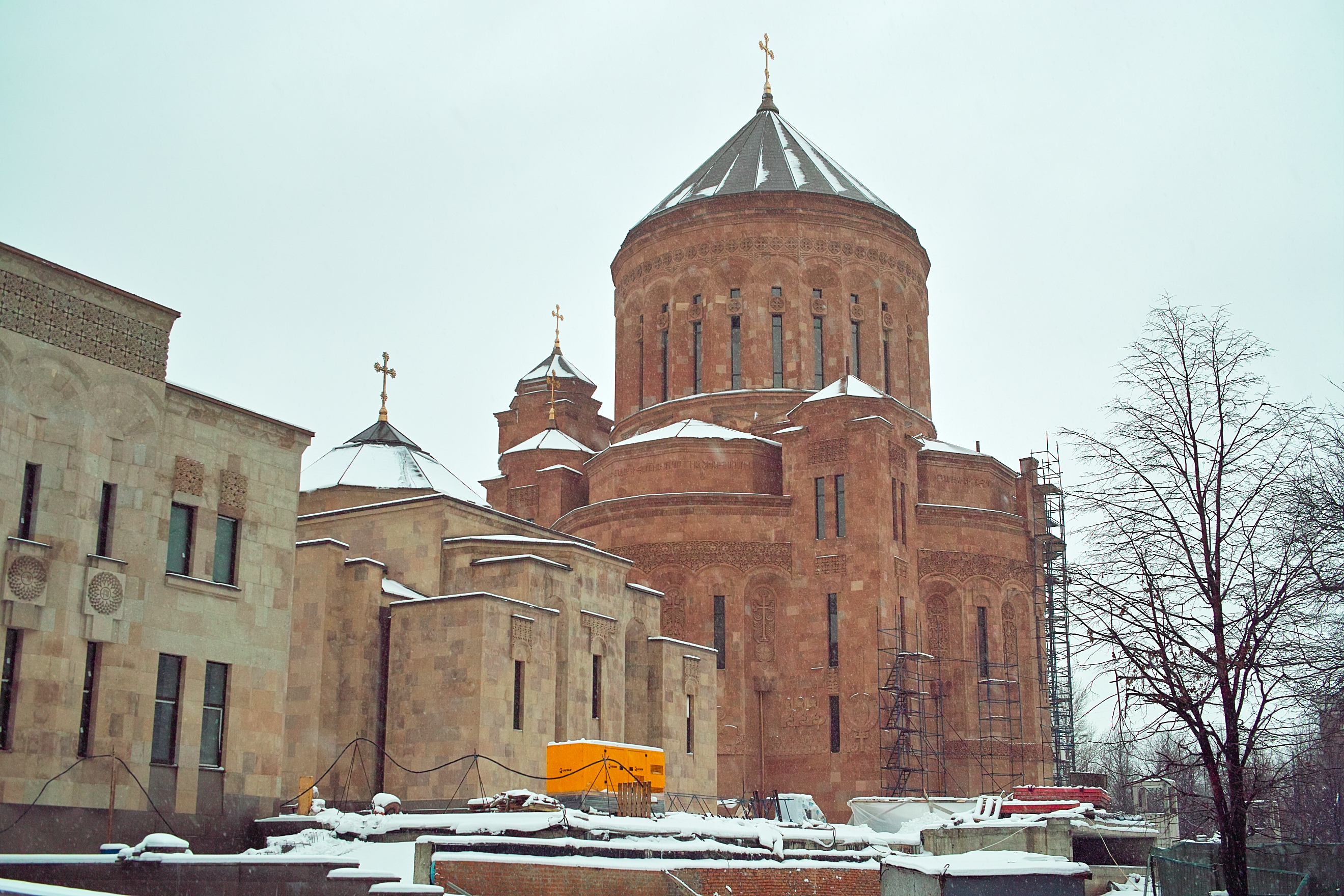
2011年に完成したアルメニア使徒教会のモスクワ大聖堂

2010年のロシアの国勢調査では、モスクワのアルメニア人は106,466人だった。他方で63,306人がモスクワ州に居住していた。モスクワのアルメニア人の推定人口は400,000人 600,000人、 1,000,000人である。モスクワはしばしばアルメニア国外で最大のアルメニア人コミュニティだとされる。

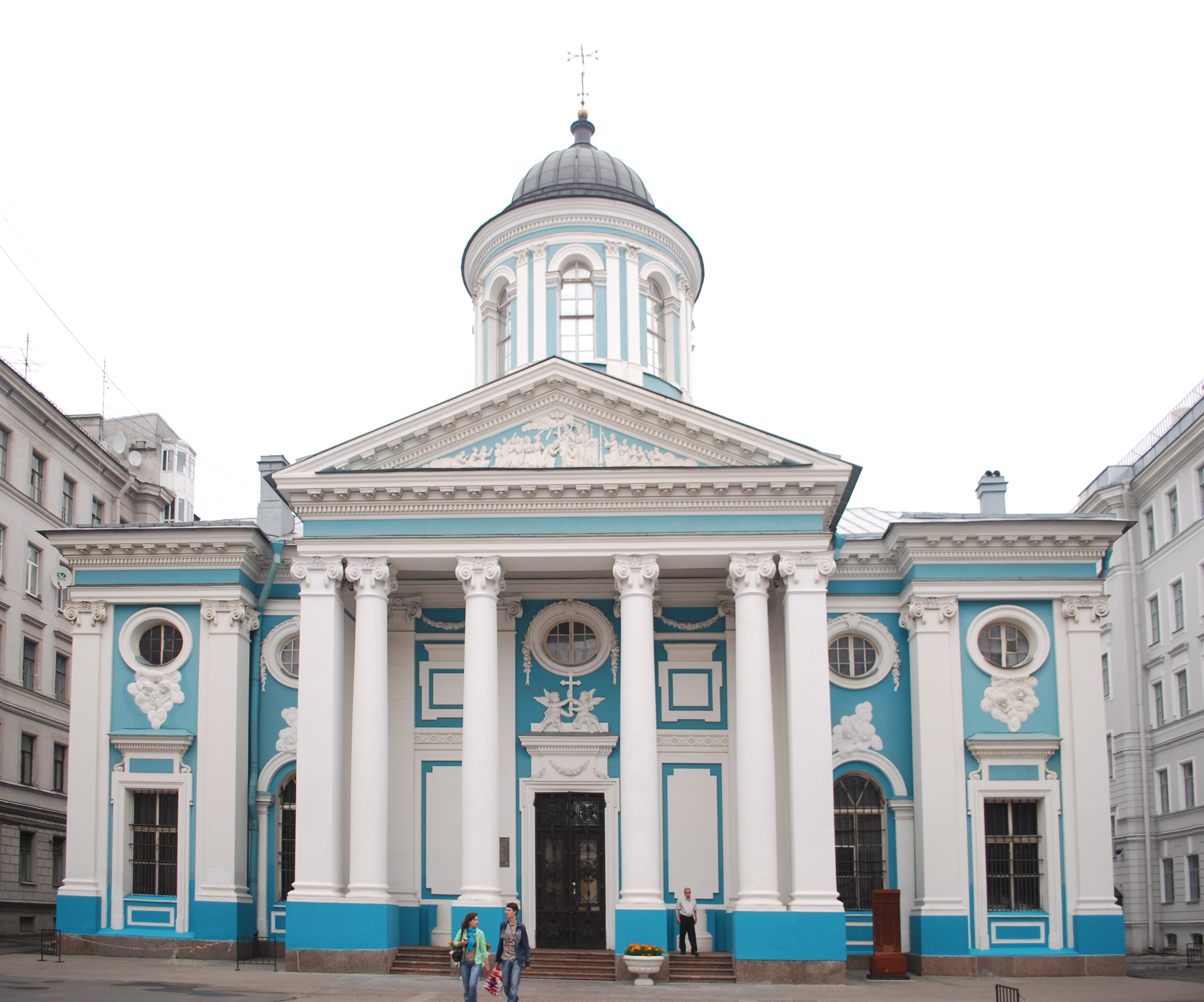
サンクトペテルブルクの聖カタリナ教会

### サンクトペテルブルク
1708人に初めてアルメニア人がサンクトペテルブルクを訪れ、1710年には既に「アルメニア大使館」があった。 1730年には、司祭のイヴァン・シェリスタノヴァの指導の下、初めてのアルメニア使徒教会の教区が設けられた。 20世紀を通してずっと、サンクトペテルブルクのアルメニア人人口は安定して増加している。1926年には1,759人だったが、2002年には19,164人になっている。
1989年のソ連の国勢調査によれば、47%のアルメニア人がアルメニア語を母語として話しており、52%はロシア語を母語としている。この時ほとんど多くの人がロシア語が流暢であった。約半分が高等教育を受け、その結果高い社会的地位にある。
サンクトペテルブルクのアルメニア人コミュニティの長のカレン・ムクルチャンによると、最近約10万人のアルメニア人がサンクトペテルブルク地域で暮らしているという。ここには二つのアルメニア教会、一つの日曜学校、「ハヴァタムク」というアルメニア語の月刊誌、そして印刷工場がある。

### クラスノダール地方
クラスノダール地方は最も大きなアルメニア人ディアスポラの一つである。2002年のロシアの国勢調査によると、274,566人のアルメニア人がおり、211,397人がアルメニア語を母語として話しており、6,948人がアルメニア国籍を持つ。
推定アルメニア人人口は500,000人、700,000人、1,000,000人である。
彼らはソチ地域（80,045人–125,000人）、クラスノダール（28,022人–70,000人）、アルマヴィル（18,262人–50,000人）、トゥアプセ（18,194人）、ノヴォロシースク（12,092人–40,000人）、アプシェロン（10,659人）、アナパ（8,201人）。

### ロストフ・ナ・ドヌ
歴史的に、ドン地域は現代のロシア連邦で最も大きなアルメニア人コミュニティの故郷である。アルメニア人は1779年にエカチェリーナ2世の命でクリミア・ハン国から移住させられ、居住区をロストフ・ナ・ドヌにいくつか置いた。彼らの多くは、1928年にロストフ市と合併するナヒチェヴァニ＝ナ＝ドヌに住んだ。アルメニア人はいまだミャスニコフスキー地区（ロストフ市内の地区）では多数派である。2010年、ロストフ・ナ・ドヌはモスクワ、ソチに次ぐ3番目にアルメニア人人口の多い都市となった。

## 有名なアルメニア系ロシア人

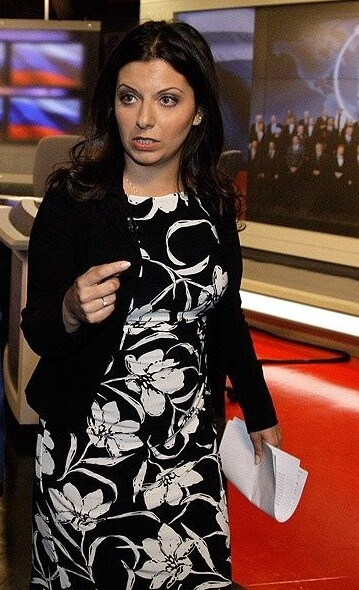
RTとSputnikの編集長マルガリータ・シモニャン

### 芸術とエンターテイメント

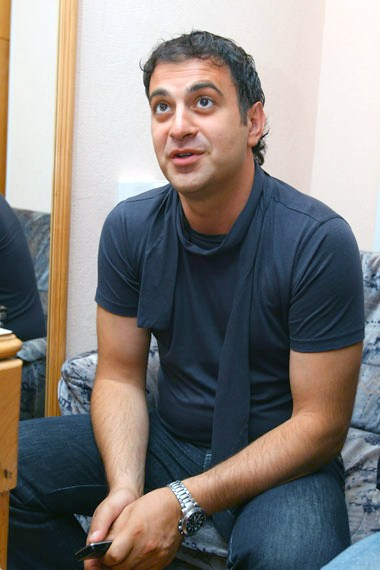
コメディアンでComedy Clubのプロデューサーガリク・マルチロスヤン

- イヴァン・アイヴァゾフスキー
- イリーナ・アレグロヴァ
- アルトスヴィク
- アルノ・ババジャニアン
- アルメン・ドジガルハニャン
- セルゲイ・ガロヤン
- ミハイル・ガルスチャン
- アルメン・グリゴリヤン
- ルアーラ・ハイラペチアン
- アルチュア・ジャニベクヤン
- エドモンド・ケオサヤン
- アラム・ハチャトゥリアン

- ドミトリー・ハラチュアン

- ガリク・マルチロスヤン

- フルンジク・ムクルチャン
- スタス・ナミン
- レヴォン・オガネゾフ
- セルゲイ・パラジャーノフ
- エフゲニー・ペトロシャン
- エバ・リヴァス
- アバン・ルッソ
- イゴル・サルハノフ
- マトリオス・サリヤン
- カレン・シャフナザーロフ
- ミカエル・タリヴェルディエフ
- アグリッピナ・ワガノワ
- イェヴゲニー・ヴァフタンゴフ
- ロウシーネ・ゲヴォルクヤン

### 政治と軍事

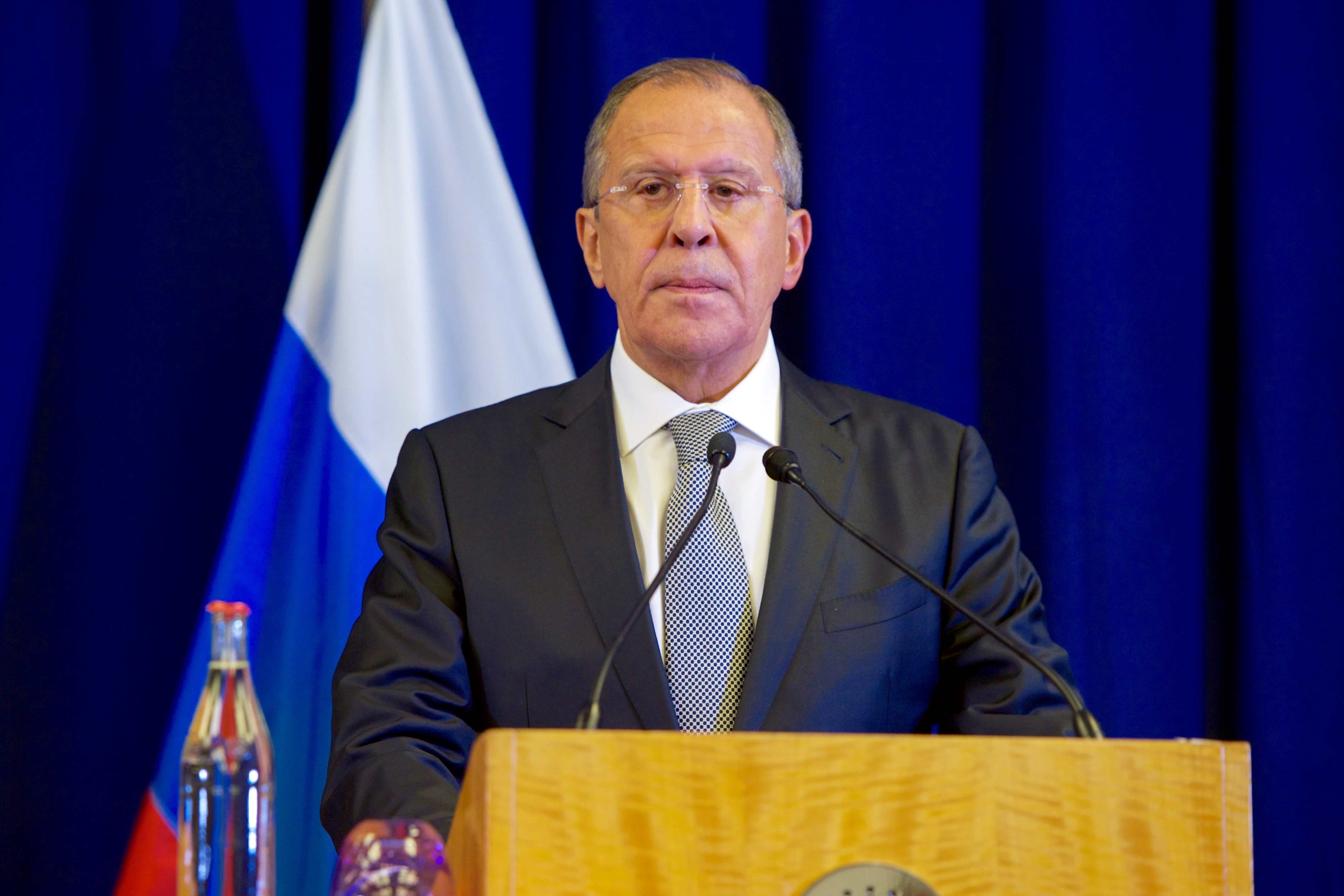
ロシアの外務大臣セルゲイ・ラブロフ

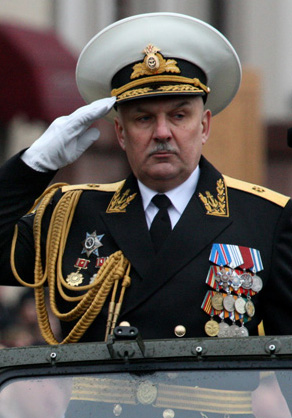
太平洋艦隊司令官セルゲイ・アヴァクヤンツ

- セルゲイ・アヴァクヤンツ
- アマザスプ・ババジャニャン
- イワン・バグラミャン
- ヴァシリー・ベブトフ
- イワン・イサコフ
- セルゲイ・フジャコフ
- イヴァン・ラザレフ
- セルゲイ・ラブロフ
- ミハイル・ロリス＝メリコフ
- ヴァレリアン・マダトフ
- アナスタス・ミコヤン
- アルテム・ミコヤン
- モフセス・シリクヤン
- ネルソン・ステッパンヤン

### 科学者
- セルゲイ・アディアン [40]
- タテオス・アゲキアン
- アブラム・アリハノフ
- グルゲン・アスカリアン
- ボリス・ババヤン
- ミハイル・チャイラハヤン
- アルトゥール・チリンガーロフ
- アンドロニク・ロシフヤン
- アレクサンドル・ケムルジャン
- セムヨン・キルリアン
- イヴァン・クヌニアンツ
- ユーリイ・オガネシアン
- レオン・オルベリ
- ノライラ・シサキアン

### スポーツ

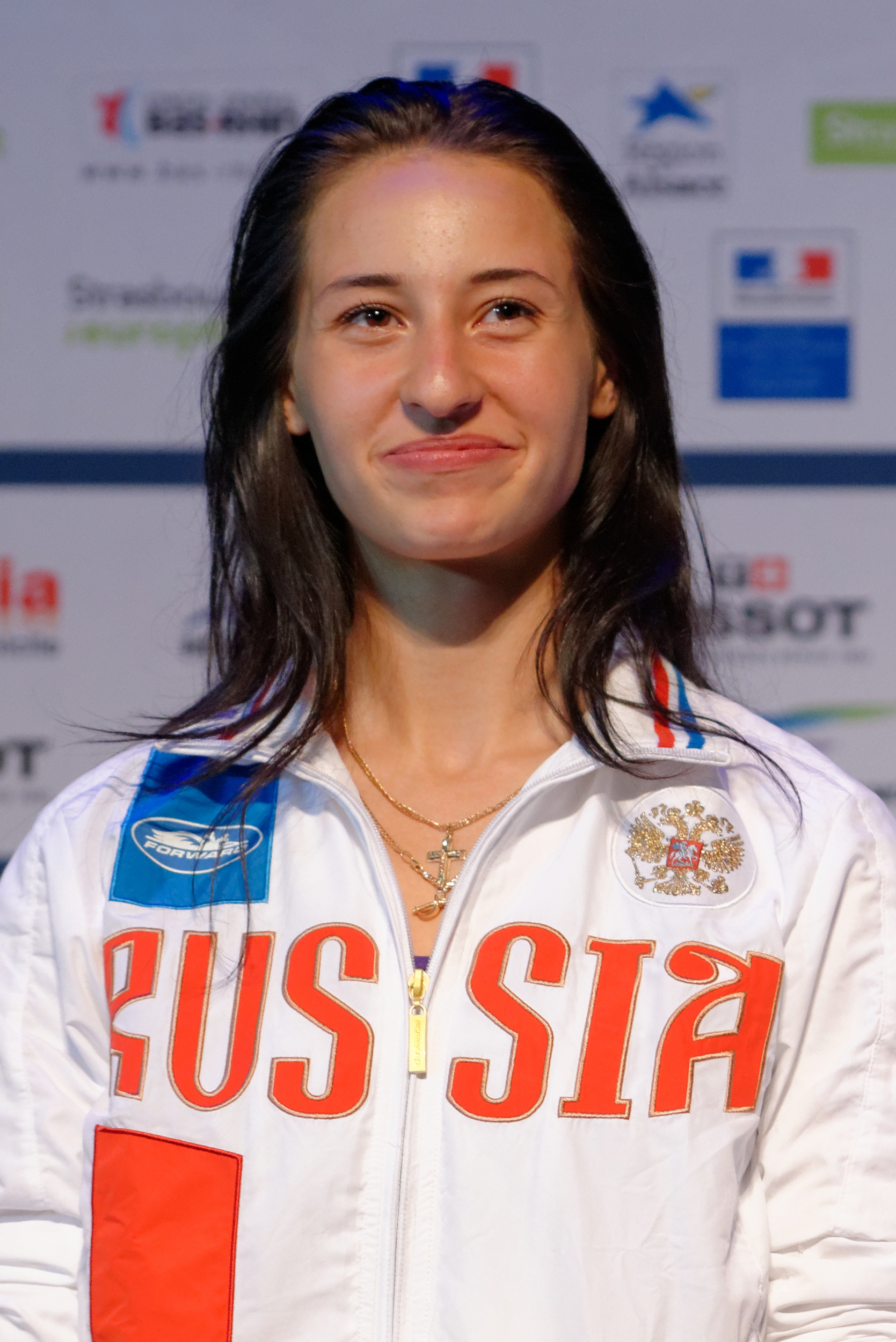
オリンピック金メダリストのフェンシング選手ヤナ・イグリアン

- グリゴリー・ムクルチャン
- アルチュア・ダラロヤン
- アルセン・ガルスチャン
- マルガリータ・ガスパリアン
- カレン・ハチャノフ
- エフゲニア・メドベージェワ
- ニキータ・シモニャン
- セダ・トゥトカリアン
- ヤナ・イグリアン
- アルチュア・ダニエリアン
- アルマン・ツァルキヤン

### 多方面
- アラ・アブラミアン
- ルーベン・ディシュディシャン
- ガルリ・カスパロフ
- マルガリータ・シモニャン
- ルーベン・ヴァルダニアン